# CEVA (azienda)
Ceva è un'azienda israeliana con base a Mountain View, San Jose, California, specializzata nella produzione di microprocessori DSP e semiconduttori in genere.
Ceva è stata creata con la combinazione della divisione DSP IP di DSP Group e Parthus Technologies. la compagnia sviluppa tecnologie avanzate per le comunicazioni multimediali e wireless. Nel 2009 Ceva ha riportato incassi per 38.5 milioni di dollari e le sue tecnologie sono utilizzate in più di 330 milioni di cellulari e apparecchi per l'intrattenimento.
Secondo la stampa locale, Ceva è l'unica azienda israeliana coinvolta nella produzione dell'iPhone di Apple. Il 31 maggio 2021 Ceva ha acquisito Intrinsix, un'altra società di progettazione di semiconduttori, per una cifra stimata di 33 milioni di dollari.

## Processori
- Ceva-XC è una famiglia di processori ad alte prestazioni e bassi consumi, progettati ed ottimizzati per apparecchiature wireless di ridotte dimensioni, come cellulari ed affini. Un singolo Ceva-XC è in grado di gestire più interfacce di comunicazione, inclusi LTE, WiMAX, 3G, 3.5G, Wi-Fi, GPS e DVB-H.[5]
- Ceva-X è una famiglia di processori che si differenzia dalle altre per la combinazione di un'architettura VLIW e SIMD. L'architettura VLIW permette un elevato parallelismo a livello di istruzione con un ridotto uso di transistor e quindi un basso consumo energetico.[5]
- Ceva-TeakLite è una famiglia di processori progettati specificatamente per essere integrati nel SoC. Si tratta di processori altamente adattabili e personalizzabili.[6]